# Ephemerum fimbriatum
Ephemerum fimbriatum là một loài rêu trong họ Ephemeraceae. Loài này được Müll. Hal. mô tả khoa học đầu tiên năm 1871.